# Toy Boy (série télévisée)
Pour les articles homonymes, voir Toy Boy.
Toy Boy, ou Gigolo au Canada, est une série télévisée espagnole en treize épisodes de 70 minutes. Elle est diffusée à partir du 25 septembre 2019 sur Antena 3. En France, la série a été diffusée en février 2020 sur Netflix.

## Synopsis
À Marbella sur la Costa del Sol, un stripteaser, Hugo Beltrán, est mis en liberté conditionnelle après avoir passé sept ans en prison. Il était accusé d'avoir tué Philip Norman, le mari de sa riche maîtresse Macarena Medina. Désormais, Hugo veut faire toute la lumière sur ce meurtre pour lequel il a porté le chapeau, avec l'aide de son avocate Triana et de ses amis stripteasers.

## Distribution

### Acteurs principaux
- Jesús Mosquera (VF : Eilias Changuel) : Hugo Beltrán González (depuis la saison 1)
- Cristina Castaño (VF : Marie Chevalot) : Macarena Medina de Solís (depuis la saison 1)
- María Pedraza (VF : Clara Soares) : Triana Marín (depuis la saison 1)
- José De La Torre : Iván Nieto Guillen (depuis la saison 1)
- Carlo Costanzia : Jairo (depuis la saison 1)
- Raudel Raúl Martiato : Germán (depuis la saison 1)
- Juanjo Almeida (VF : Benjamin Bollen) : Andrea Norman Medina (depuis la saison 1)
- Pedro Casablanc (VF : Serge Biavan) : Inspector Mario Zapata (depuis la saison 1)
- Adelfa Calvo : Doña Benigna Rojas Romero (depuis la saison 1)
- Miriam Díaz-Aroca (VF : Pascale Vital) : Luisa Gutiérrez (depuis la saison 1)
- María Pujalte (VF : Marie-Madeleine Burguet-Le Doze) : Carmen de Andrés (depuis la saison 1)
- Federica Sabatini (VF : Myrtille Bakouche) : Rania Giallo (depuis la saison 2)
- Álex González : Leonardo Giallo / El Turco (depuis la saison 2)
- Maxi Iglesias (VF : Marc Arnaud) : Darío (depuis la saison 2)

### Anciens acteurs principaux
- Álex Gadea : Mateo Medina de Solís (saison 1)
- Elisa Matilla : María Teresa Rojas (saison 1)
- Javier Mora : Ángel Altamira (saison 1, récurrent saison 2)
- José Manuel Seda : Borja Medina de Solís (saisons 1 & 2)

### Anciens acteurs récurrents
- Cinta Ramirez : Lucia (saison 1)
- Virgil Mathet : Philip Norman (saison 1)
- Carlos Scholz (VF : Oscar Douieb) : Oscar (saison 1)
- Nia Castro (VF : Youna Noiret) : Claudia (saison 1)
- Paco Marin : père de Triana (saison 2)
- Ibrahim Al Shami : David Monténégro Liaño (saison 2)

 Source et légende : version française (VF) sur RS Doublage

## Épisodes
1. Pilote
2. D'entre les morts
3. Le Jugement final
4. Aux origines
5. Le Cœur d'un assassin
6. D'un tunnel à l'autre
7. Mascarade
8. Le Dernier Témoin
9. Amour maternel
10. Polaroids
11. Comme un jeune chien
12. Rédemption
13. Les Anges déchus